# Andreas Brantelid
Andreas Brantelid, född 8 oktober 1987, är en svensk-dansk cellist uppvuxen i Köpenhamn. Han tillhör Skandinaviens främsta cellister. Redan som elvaåring hade han sitt första solistframträdande och har sedan dess vunnit flera priser och utmärkelser, bland annat var han den första skandinav någonsin som vann tävlingen Eurovision Young Musicians, som hölls i Wien 2006.

## Priser och utmärkelser
- Prins Eugens Kulturpris, 2006[2]
- Kronprinsparrets Kulturpris, 2009[3]